# St. Markus (Altenmittlau)

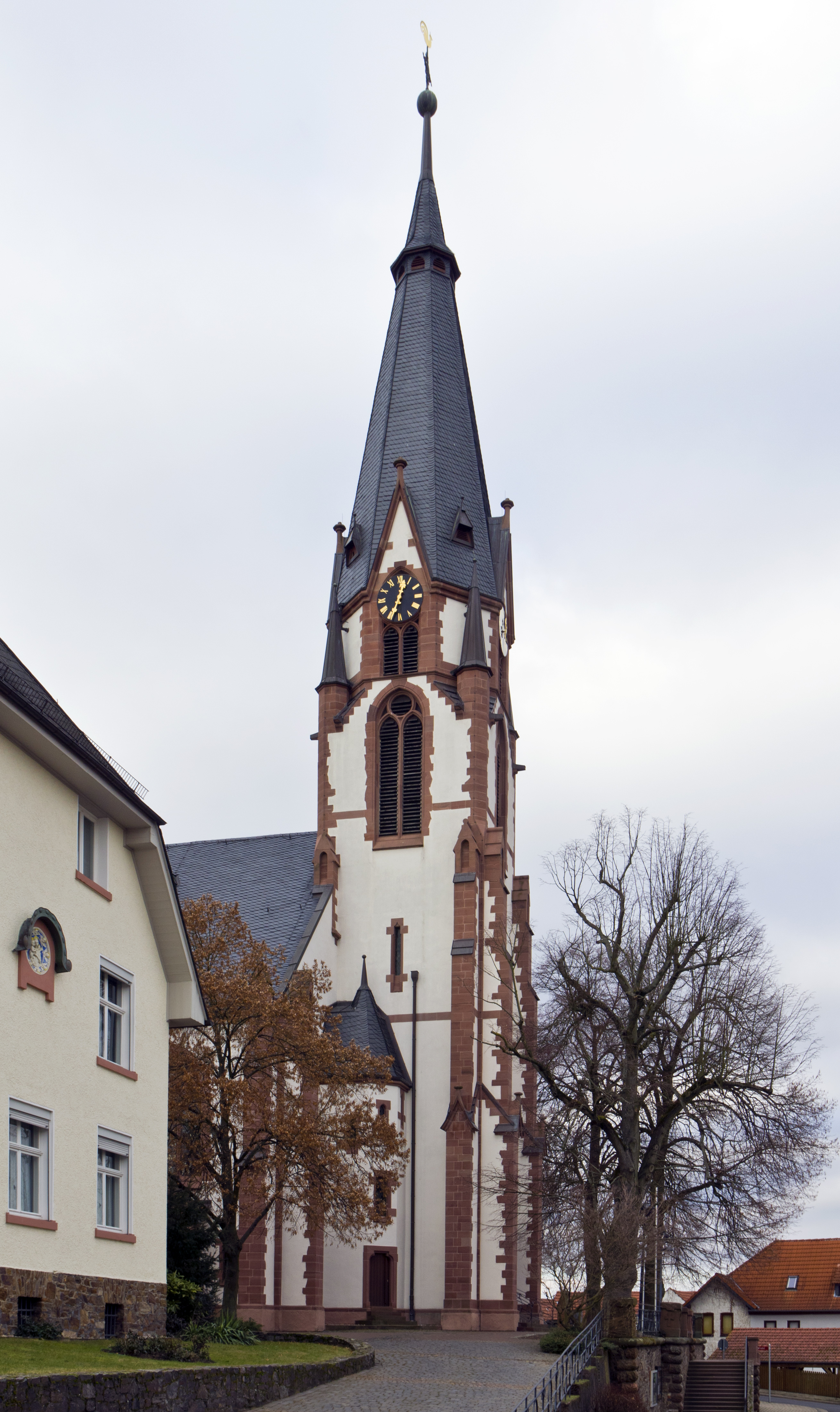
Südansicht

Die Filialkirche St. Markus ist die katholische Kirche von Altenmittlau, einem Ortsteil der Gemeinde Freigericht im Main-Kinzig-Kreis (Hessen). Die denkmalgeschützte Hallenkirche von 1902 im Stil der Neugotik dominiert das Ortsbild mit ihrem 56 Meter hohen Turm.

## Geschichte
Bereits ab etwa 1850 gab es Diskussionen, eine neue Kirche in Altenmittlau zu bauen, da die bisherige Kapelle in der Hauptstraße zu klein geworden war. Jedoch gelang es erst zum Ende des 19. Jahrhunderts, die entsprechenden Genehmigungen und Finanzmittel zu erhalten. Ab 1896 war Altenmittlau zusammen mit Horbach aus dem Pfarrverbund Somborn gelöst und eigenständige Kuratie.
Am 29. April 1900 wurde der Grundstein für die neue Kirche am Ortsrand gelegt. Bereits am 23. September 1902 konnte sie eingeweiht werden. 1904 schließlich wurde die Kuratie zur eigenständigen Pfarrei erhoben.
Die heutige Kirche wurde in den Jahren zwischen 1900 und 1902 nach den Plänen des Frankfurter Architekten Stephan Simon errichtet.
Seit 1999 sind St. Markus und St. Bartholomäus in Bernbach pfarramtlich verbunden. Zum 1. Januar 2023 fusionierten die Pfarreien des Freigerichts und Hasselroth zur neuen Pfarrei St. Peter und Paul; seither ist die Kirche St. Markus Filialkirche dieser Gemeinde.

## Architektur
Aufgrund der Lage des Grundstücks erfolgte die Ausrichtung der Kirche nicht, wie üblich, nach Osten, sondern nach Westen. Der Hallenbau hat einen mittig vor dem Giebel stehenden 56 m hohen Glockenturm, der zugleich als Haupteingang fungiert.

## Ausstattung
Von der originalen Ausstattung der Kirche ist besonders der neugotische Flügelaltar erhalten.
Bei Renovierungs- und Umbauarbeiten in den 1970er Jahren wurden die bisherige Kommunionbank sowie die Kanzel entfernt. Die beiden kleinen Sakristeien links und rechts des Chorraums wurden in Kapellen verwandelt und eine neue Sakristei mit Nebenräumen und Heizungskeller im Süden angebaut.
Zelebrationsaltar und Ambo wurden 2002 zum 100-jährigen Baujubiläum neu gestaltet, um den Raumeindruck zu verbessern und die Sicht auf den Hochaltar nicht zu behindern.

### Orgel
Im Jahr 1905 erhielt der Gelnhäuser Orgelbauer Wilhelm Ratzmann den Auftrag für den Bau der Orgel in der neuen Kirche.
1949 erfolgten durch die Orgelbaufirma Alban Späth in Fulda einige Änderungen an der Disposition, 1973 wurde die pneumatische durch eine elektrische Traktur ersetzt.
Im Rahmen der Kirchenrenovierung 2002 wurden größere Umbauten an der Orgel durch die Orgelbaufirma Weiß aus Zellingen durchgeführt. Hierbei wurde die originale Ratzmann-Disposition und die pneumatische Traktur wiederhergestellt.
Die Disposition lautet wie folgt:
| I Manual C–g3 |                |       |
| 1.            | Bourdon        | 16′   |
| 2.            | Prinzipal      | 8′    |
| 3.            | Hohlflöte      | 8′    |
| 4.            | Viola da Gamba | 8′    |
| 5.            | Octave         | 4′    |
| 6.            | Rohrflöte      | 4′    |
| 7.            | Octave         | 2′    |
| 8.            | Mixtur IV      | 2 ⁄3′ |
| 9.            | Trompete       | 8′    |

| II Manual C–g3 |                  |    |
| 10.            | Geigenprinzipal  | 8′ |
| 11.            | Lieblich Gedeckt | 8′ |
| 12.            | Harmonieflöte    | 8′ |
| 13.            | Aeoline          | 8′ |
| 14.            | Vox Celeste      | 8′ |
| 15.            | Traversflöte     | 4′ |
| 16.            | Fugara           | 4′ |

| Pedal C–f1 |         |     |
| 17.        | Subbass | 16′ |
| 18.        | Violon  | 16′ |
| 19.        | Violon  | 8′  |

- Normalkoppeln: II/I, I/P, II/P
- Spielhilfen: Piano, Mezzo-Forte, Tutti, Auslöser

### Glocken
Im Jahr 1902 wurden sechs Glocken für die neue Kirche geweiht. Sie stammten aus der Glockengießerei Otto aus Hemelingen/Bremen.
Nachdem vier Glocken 1917 zu Rüstungszwecken demontiert wurden, konnten 1920 zwei neue Glocken der gleichen Töne ebenfalls durch Otto gegossen werden. 1927 konnte das Geläute durch zwei weitere Otto-Glocken komplettiert werden.
Im Zweiten Weltkrieg wurden 1940 fünf Glocken demontiert und gingen verloren, lediglich die kleinste Glocke durfte im Turm verbleiben. Die abgegebenen Glocken konnten 1947/48 wiederum durch Glocken der Gießerei Otto in den historischen Tönen ersetzt werden.
Im Jahr 1955 wurde die fünte Glocke nach einem Sprung durch die Gießerei F. W. Schilling in Heidelberg umgegossen.
Die Glocken bilden ein erweitertes E-Moll-Motiv („Ad te levavi animam meam“, aus dem Lateinischen übersetzt: „Zu Dir habe ich meine Seele erhoben“). Sie hängen im 56 m hohen Kirchturm in einem Stahlglockenstuhl an hölzernen Jochen.
| Nr. | Name           | Gussjahr | Gießer, Gussort             | Durchmesser (mm) | Gewicht (kg) | Nominal |
| 1   | Dreifaltigkeit | 1948     | Otto, Bremen-Hemelingen     | 1220             | 1200         | e1      |
| 2   | Rosenkranz     | 1947     | Otto, Bremen-Hemelingen     | 1040             | 700          | g1      |
| 3   | St. Markus     | 1947     | Otto, Bremen-Hemelingen     | 950              | 500          | a1      |
| 4   | St. Matthäus   | 1947     | Otto, Bremen-Hemelingen     | 850              | 350          | h1      |
| 5   | St. Georg      | 1955     | F. W. Schilling, Heidelberg | 700              | 192          | d2      |
| 6   | St. Antonius   | 1927     | Otto, Bremen-Hemelingen     | 650              | 173          | e2      |

Eine differenzierte Läuteordnung unterscheidet nach Festgrad und Kirchenjahreszeit.